# Kedrovyj (Territorio di Krasnojarsk)
Kedrovyj (in russo Кедровый?) è un insediamento di tipo urbano della Russia asiatica, situato nel Territorio di Krasnojarsk.
L'insediamento, chiamato precedentemente Krasnojarsk-66, costituisce un'entità municipale indipendente con lo status di distretto urbano. Si trova nell'Emel'janovskij rajon, a 50 km da Krasnojarsk.